# Белизе на Светском првенству у атлетици на отвореном 2015.
Белизе је учествовао на Светском првенству у атлетици на отвореном 2015. одржаном у Пекингу од 12. до 30. августа. Репрезентацију Белизеа представљало је један атлетичар који се такмичио у 100 м..
На овом првенству Белизе није освојио ниједну медаљу, нити је постигнут неки рекорд

## Резултати

### Мушкарци
| Атлетичар     | Дисциплина | Лични рекорд | Предтакмичење | Предтакмичење | Квалификације | Квалификације | Полуфинале           | Полуфинале           | Финале               | Финале       | Детаљи |
| Атлетичар     | Дисциплина | Лични рекорд | Резултат      | Место         | Резултат      | Место         | Резултат             | Место                | Резултат             | Место        | Детаљи |
| ------------- | ---------- | ------------ | ------------- | ------------- | ------------- | ------------- | -------------------- | -------------------- | -------------------- | ------------ | ------ |
| Марк Андерсон | 100 м      | 10,80        | 10,84         | 4. у гр. 1 кв | 10,85         | 6 у гр. 4     | Није се квалификовао | Није се квалификовао | Није се квалификовао | 51 / 68 (71) |        |